# Favosites
Favosites (лат.) — вымерший род коралловых полипов подкласса Tabulata, характеризующихся полигональными плотно упакованными кораллитами (отсюда неформальное название «сотовый коралл»). Стенки между кораллитами пронизаны порами, известными как пристеночные поры, которые обеспечивают перенос питательных веществ между полипами. Подобно многим кораллам Favosites процветали в тёплых, освещённых солнцем морях, питаясь при помощи фильтрации микроскопического планктона своими жалящими щупальцами, и нередко становились частью рифовых комплексов. Род был распространён по всему миру с позднего ордовика до поздней перми.

## Распространение
Favosites был распространён повсеместно, его окаменелости найдены на всех континентах кроме Антарктиды.

## Виды
По данным сайта Fossilworks в состав рода Favosites входят следующие виды:
- F. abnormis
- F. adaverensis
- F. afghanicus
- F. antiquus
- F. bowerbanki
- F. burkhanensis
- F. desolatus
- F. exilis
- F. fallax
- F. favosiformis
- F. favosus
- F. fusiforme
- F. goldfussi (Lecompte, 1939), из эмсского[англ.], эйфельского[англ.] и живетского ярусов Свентокшиских гор[4][5], являлся целью для паразитов Chaetosalpinx[5].
- F. gothlandicus
- F. hisingeri
- F. ingens
- F. intricatus
- F. issensis
- F. jaaniensis
- F. kalevi
- F. lichenarioides
- F. mirandus
- F. multicarinatus
- F. oculiporoides
- F. permica
- F. petropolitana
- F. praemaximus
- F. privatus
- F. serratus
- F. sphaericus (Počta, 1902) из девонских формаций Блю-Фьорд[англ.] и Диссапоймент-Бэй[англ.] Канады[6].
- F. subfavosus
- F. subforbesi

## Галерея

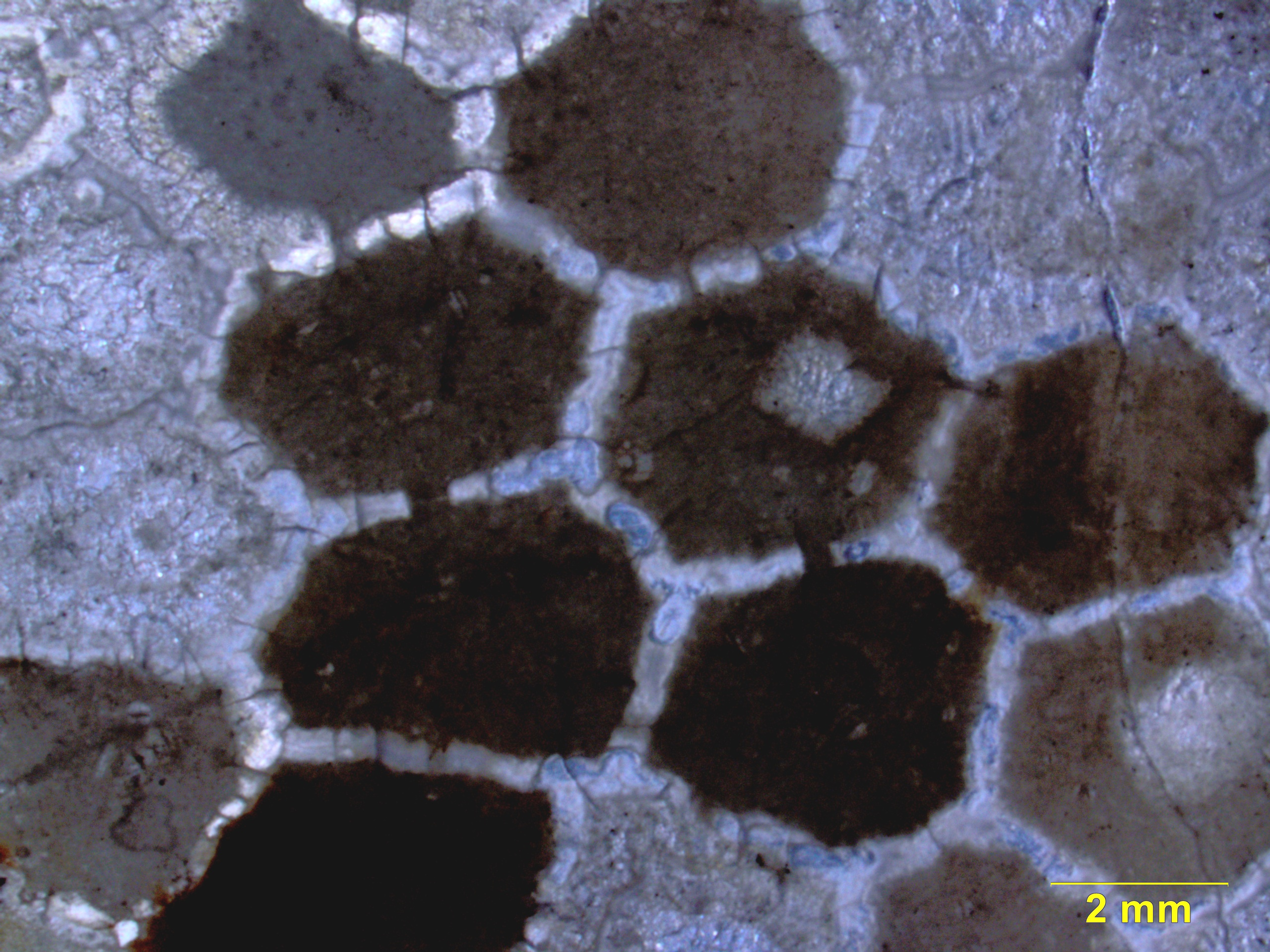
Сагиттальный разрез Favosites, видны коммуникационные поры между кораллитами. Верхний ордовик южной Индианы
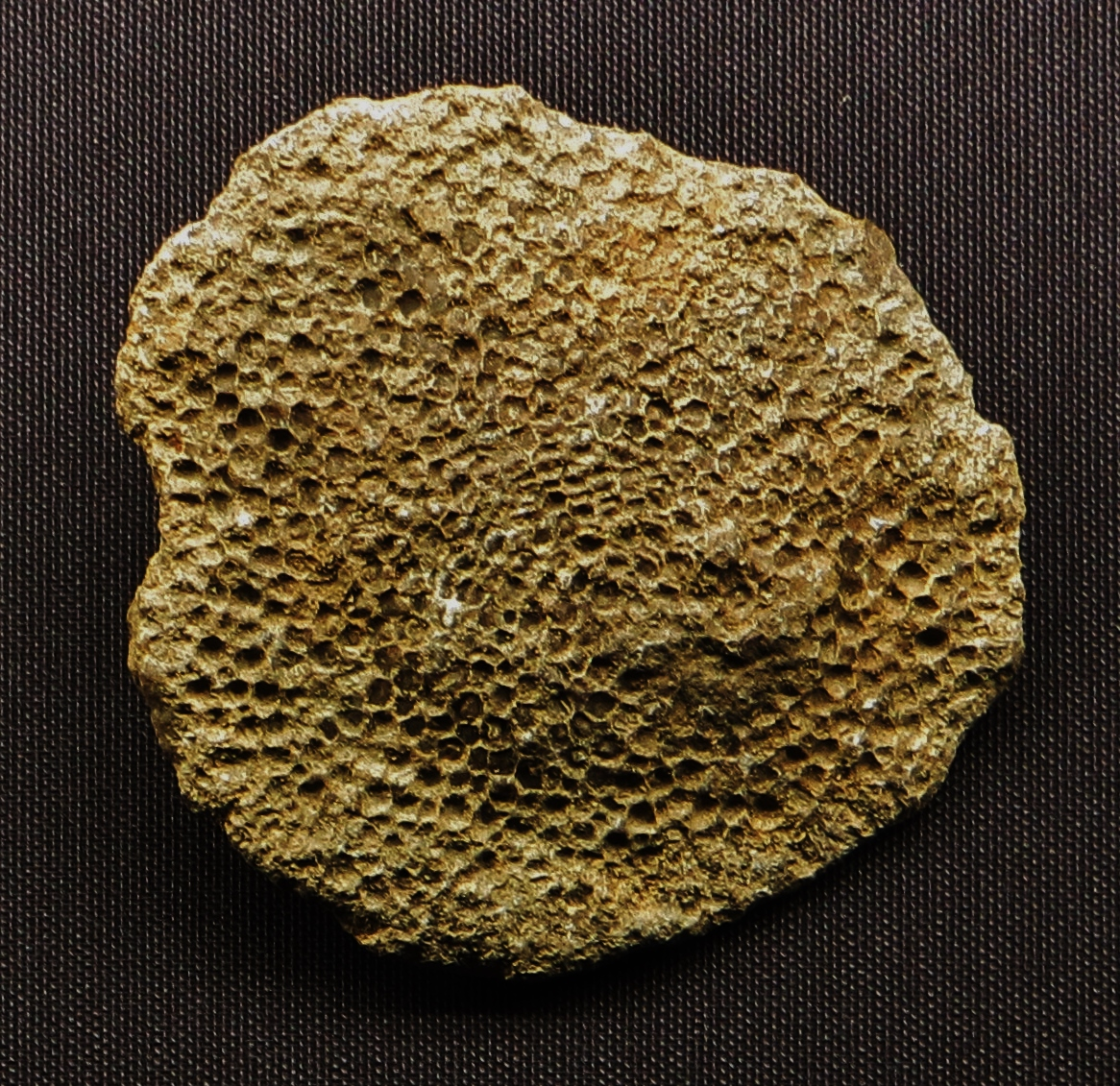
Окаменелость Favosites goldfussi в Музее естественной истории, Висбаден